# Ено III (Източна Фризия)
Ено III от Източна Фризия (на немски: Enno III von Ostfriesland; * 30 септември 1563 в Аурих; † 19 август 1625 в крепост Лерорт в Лер) от фамилията Кирксена е граф на графство Източна Фризия (1599 – 1625). Той е смятан за последния източно-фризийски владетел, който говори източнофризийски език.
Той е най-големият син на граф Едзард II (Едцард) от Източна Фризия (1532 – 1599) и съпругата му принцеса Катарина Васа (1539 – 1610), дъщеря на Густав I Васа, крал на Швеция. Внук е на граф Ено II от Източна Фризия (1505 – 1540) и графиня Анна фон Олденбург (1501 – 1575).
Брат е на Йохан III (1566 – 1625), който се жени 1601 г. за дъщеря му Сабина Катарина фон Ритберг (1582 – 1618), и на Христоф (1569 – 1636), който е испански губернатор на Люксембург.
Ено III умира на 19 август 1625 в крепост Лерорт на 61 години и е погребан в църквата Св. Ламберти, Аурих.

## Фамилия
Ено III се жени на 28/29 януари 1581 г. за графиня Валбурга фон Ритберг (* ок. 1557 в Ритберг; † 26 май 1586 в Есенс), дъщеря наследничка на граф Йохан II фон Ритберг (ок. 1530 – 1562) и Агнес фон Бентхайм и Щайнфурт (ок. 1531 – 1589). Двамата имат три деца:
- Сабина Катарина (* 11 август 1582; † 31 май 1618), ∞ на 4 март 1601 за нейния чичо Йохан III от Източна Фризия (* 1566; † 29 септември 1625)
- Агнес (* 1 януари 1584; † 28 февруари 1616), ∞ на 15 август 1603 за княз Гундакар фон Лихтенщайн (* 30 януари 1580; † 5 август 1658)
- Йохан Едзард (* 2 март 1586; † 13 март 1586), погребан в Есенс (Св. Магнус).

Дванадесет години след смъртта на първата му съпруга Ено III се жени втори път на 28 януари 1598 г. в Есенс за херцогиня Анна фон Холщайн-Готорп (* 27 февруари 1575; † 24 април 1625), дъщеря на херцог Адолф I фон Шлезвиг-Холщайн-Готорп (1526 – 1586) и ландграфиня Христина фон Хесен (1543 – 1604). Те имат пет деца:
- Едзард Густав (* 15 април 1599; † 18/19 април 1612)
- Анна Мария (* 23 юни 1601 в Аурих; † 15 февруари 1634 в Шверин); ∞ във Фьорде на 4 септември 1622 г. за херцог Адолф Фридрих I фон Мекленбург-Шверин (* 15/25 декември 1588; † 27 февруари 1658)
- Рудолф Кристиан (* 25 юни 1602; † 17 юни 1628), граф на Източна Фризия (1625 – 1628)
- Улрих II (* 16 юли 1605; † 11 януари 1648), граф на Източна Фризия (1628 – 1648), ∞ в Аурих на 5 март 1631 г. за Юлиана фон Хесен-Дармщат (* 14 април 1606; † 15 юни 1659)
- Кристина София (* 26 септември 1609 в Аурих; † 20 март 1658 във Франкфурт на Майн), ∞ в Аурих на 2 юни 1632 г. за ландграф Филип III фон Хесен-Бутцбах (* 26 декември 1581; † 28 април 1643).